# Rio São João (vattendrag i Brasilien, Santa Catarina, lat -27,50, long -51,17)
Rio São João är ett vattendrag i Brasilien.   Det ligger i delstaten Santa Catarina, i den södra delen av landet, 1 300 km söder om huvudstaden Brasília.
I omgivningarna runt Rio São João växer i huvudsak städsegrön lövskog. Runt Rio São João är det glesbefolkat, med 8 invånare per kvadratkilometer.